# Burmascutum aenigma
Burmascutum aenigma Wunderlich, 2008 è una specie di ragni fossili del sottordine Araneomorphae.
È l'unica specie del genere Burmascutum, che è l'unico genere della famiglia Burmascutidae

## Descrizione
La famiglia è di incerta attribuzione nell'ambito degli Araneomorphae; per alcune caratteristiche ricorda i ragni appartenenti alla famiglia Hersiliidae.

## Distribuzione
Si tratta di una famiglia estinta di ragni le cui specie ad oggi note sono state scoperte nell'ambra della Birmania. Esse risalgono al Cretaceo.

## Tassonomia
A febbraio 2015, di questa famiglia fossile è noto un solo genere, composto da una sola specie:
- Burmascutum Wunderlich, 2008d †, Cretaceo
  - Burmascutum aenigma Wunderlich, 2008 †, Cretaceo